# 背戸一登
背戸 一登（せと かずと、1938年3月31日 - ） は、日本の機械工学者・技術士。元日本大学理工学部教授。元日本機械学会機械力学・計測制御部門長。

## 人物・経歴
1962年日本大学理工学部機械工学科卒業、日本大学理工学部精密機械工学科助手。
1968年東京都立大学大学院工学研究科機械工学専攻修士課程修了。1971年東京都立大学大学院工学研究科機械工学専攻博士課程修了。
その後、防衛大学校講師。1974年防衛大学校助教授。1986年防衛大学校教授。1992年日本機械学会機械力学・計測制御部門部門長、日本学術会議自動制御研究連絡委員会委員。
1993年日本大学理工学部教授。1997年日本機械学会国際交流部会部会長。1999年科学技術庁技術士審議会専門委員。2001年日本機械学会関東支部支部長、文部科学省科学技術・学術審議会専門委員、防災科学技術研究所技術専門委員。2004年東京高等裁判所専門委員。2005年背戸振動制御研究所代表取締役。2006年日本大学総合科学研究所教授。2007年オイレス工業技術顧問、昭和サイエンス技術顧問。2012年技術士登録（機械部門）。2013年日本技術士会機械部会副部会長。2014年背戸技術士事務所所長。

## 著書
- 『パソコンで解く振動の制御』丸善 1999年
- 『尾道の寺子屋と私塾 第1集』瀬戸一登 2000年
- 『振動工学 : 解析から設計まで』森北出版 2002年
- 『構造物の振動制御』コロナ社 2006年
- 『背戸研究室・日本機械学会論文集100編達成記念集』背戸一登 2006年
- 『動吸振器とその応用』コロナ社 2010年
- 『フィードバック制御の基礎と応用』コロナ社 2013年

## 受賞
- 1985年日本機械学会論文賞[1]
- 1989年日本機械学会論文賞[1]
- 1994年日本機械学会機械力学計測制御部門学術貢献賞[1]
- 1996年日本機械学会機械力学計測制御部門国際貢献賞[1]
- 1997年日本機械学会創立100周年記念事業功労賞[1]
- 2001年オーストラリア工学会フェロー[1]
- 2001年日本機械学会フェロー[1]
- 2003年日本機械学会名誉員[1]
- 2007年計測自動制御学会著述賞[1]